# Liste des souverains de Bosnie
La liste des souverains de Bosnie commence avec l'indépendance à la fin du XIIe siècle, du banat de Bosnie, dépendant du royaume de Croatie, puis du royaume de Hongrie.
C'est le ban Kulin qui est à l'origine de cette indépendance. Après une période instable, les familles Šubić et Kotromanić se succèdent sur le trône de Bosnie jusqu'à son occupation par les Ottomans (1463-1878).

## Bans de Bosnie

### Avant l'indépendance
- 1154-1163 : Borić
- 1166-1180 : l'Empire byzantin

### Kulinić et autres
- 1180- 1204 : Kulin
- 1204-1232 : Stjepan Kulinić
- 1232-1250 : Matej Ninoslav

### Kotromanić
- 1250-1287 :Prijezda Ier
- 1287-1290 : Prijezda II
- 1287-1299  : Étienne Ier Kotroman

### Šubić
- 1299-1302 : Paul Ier Šubić
- 1302-1304 : Mladen Ier Šubić
- 1304-1320 : Mladen II Šubić

### Kotromanić
- 1320-1353 : Étienne II Kotromanić
  - 1353-1354/1358 : Vladislav Kotromanić
  - 1358 :  Jelena Šubić
- 1353-1377 : Tvrtko Ier

## Rois de Bosnie
- 1377-1391 : Tvrtko Ier ;
- 1391-1395 : Étienne Dabicha, marié à Jelena Gruba ;
- 1395-1398 : Jelena Gruba, épouse d'Étienne Dabicha ;
- 1398-1404 : Étienne-Ostoïa ;
- 1404-1409 : Tvrtko II ;
- 1409-1418 : Étienne-Ostoïa (rétabli) ;
- 1418-1421 : Étienne Ostojić ;
- 1421-1443 : Tvrtko II (rétabli) ; 
  - 1432-1446 : Radivoj antiroi ;
- 1443-1461 : Étienne-Thomas de Bosnie ;
- 1461-1463 : Étienne Tomašević ;
  - 1463-1478:  Katarina Kosača-Kotromanić, épouse d'Étienne-Thomas de Bosnie, prétendante morte à Rome en 1478.
  - 1465-1471 : Matija Sabančić, Ban de Bosnie pour les Ottomans ;
  - 1471-1477 : Miklós Újlaki, (en) Ban de Bosnie pour le roi de Hongrie.